# Perlaky Mihály
Perlaky Mihály (névváltozatok: Perlaky-Horváth Mihály, Perlaky László) (Tata, 1814. január 17. – Budapest, 1889. október 26.) bölcseleti doktor, állami számvevőszéki hivatalnok, gimnáziumi tanár, újságíró, író, költő, esztéta, lapszerkesztő.

## Élete
Tanulmányait Tatán, Pozsonyban és a pesti egyetemen végezte; 1832. szeptember 25-én a kegyes tanítórendbe lépett. 1839-ben bölcseletdoktorrá avatták. Ő és társai állították fel maguk közt a Dugonics Társaságot, melyben tevékeny irodalmi munkásságot fejtett ki. Perlaky László néven Trencsénben, Nagykanizsán, Szegeden, Léván, Budán és Kolozsvárt mint gimnáziumi tanár működött. 1849. február 14-én az ifjúság hazafias izgatásáért, műveiben előforduló hazafias vonatkozásokért elfogták és szeptember 18-án nyolc évi vasban töltendő várfogságra ítélték, melyből Pesten, Laibachban, Pozsonyban és Olmützben 17 hónapot töltött le s 1850. július 15-én megszabadult. Mint piarista folytatta tanári pályáját, 1856-ban azonban a rendből kilépett, családot alapított és Zürichben élt 1867-ig, ahol mint borkereskedő tartotta fenn családját. Hazájába visszatérve, hírlapírásból élt, majd az állami számvevőszék felállításakor ennek hivatalnoka lett.
Költeményeket, ódákat írt Honfi és Jámbor Géza álnevek alatt a Munkácsy-féle Rajzolatokba, az Athenaeumba, a Honderűbe, az Almanachba és Koszorúba (Imre herczeg), a kolozsvári Magyar Polgárba (1878-82. több cikk), a Népnevelők Lapjába (pedagógiai cikkek, egyik-másik pályadíjat nyert), a Hetilapba (1854. 63. sz. költ.), a Magyar Sajtóba (1856. 88. sz. költ., 120. Van-e szükségünk pártviszályra? 285-287. szám. Úti tárcza Erdélyből júl. 15-től aug. 15.), a Hölgyfutárba (1856. beszély), a Családi Lapokba (1857. költ.), a Magyar Ember Könyvtárába (Pest, 1863. III. Borászati Közlemények); A Honba (1864. 181. sat. sz. Borkereskedés, bortársulat, borkezelés).

## Munkái
- Örömdalok, melyekkel mélt. Vásonkeői Zichy Domonkos gróf ő nagyságának veszprémi püspöki székébe történt beiktatási ünnepélyén megyéjében létező Veszprém és Nagy-Kanizsa ájtatos oskolák szerzetes házai tisztelkedtek szept. 11. 1842 (költ.)
- Öröm dalok, fenséges cs. herczeg és ausztriai főherczeg István úrnak, Magyarország helytartójának ... midőn Magyarország nádorává 1847. nov. 12. elválasztaték, hódoló legmélyebb tisztelettel nyújtának a magyar- s erdélyországi ajtatos rendűek. Pest
- Bevezetés a classikusok ismeretéhez, a tanuló ifjúság számára. Buda, 1848
- Gondolkodástan és ízléstan. (Logika és aesthetika) Uo. 1849 (ebből csak három nyomtatott ív készült el, a címlap és a többi ív elfogatása miatt nem készülhetett el)
- Egyházi beszéd, melyet N.-Boldogasszony ünnepén 1854-ben a kolozsvári r. kath. akadémiai szentegyházban tartott. Kolozsvár
- Sionfüzér, melyet mélt. és főt. Csík-Szent-Domonkosi Kedves István úrnak, midőn áldozárságának félszázados évfordulatán márcz. 25. arany miséjét bemutatná, tisztelettel nyújt a kolozsvári r. kath. szentegyház híveinek nevében 1856. Uo. (költ.)
- Tiszteletkoszorú, melyet ft. és tudós Nagy Péter úrnak, a k. r. főnökének midőn a kolozsvári társasházat 1856. június hóban hivatalosan látogatná, hála s hódolat jeléül nyújtának a kolozsvári rendtársak. Uo. (költ.) (Eddig Perlaky László névvel)
- A bornemesítés és kezelés módja, a legújabb tudomány és tapasztalatok nyomán elméletileg s gyakorlatilag előadva. Genf, 1860 (Puky Miklós nyomdájában)
- A sajtószabadság lényege és szüksége, mely a magyar országgyűlés figyelmébe ajánltatik. Kolozsvár, 1861
- Népszerű borászati kézikönyv. Vegytani alapon írta ... A földm., ipar és keresk. m. k. min. által kitűzött pályadíjra érdemesített munka. Kiadja a földm., ipar és ker. miniszterium (a fametszeteket készítette Morelli Gusztáv) Buda, 1873
- Népszerű szőlészeti és borászati kézikönyv. Vegytani és köztapasztalatok. Számos fametszvénynyel. Bpest, 1874
- A szőlőmívelés kátéja. Uo. 1874. 11. fametszettel (Falusi Könyvtár 13. 2. jav. kiad. Uo. 1898)
- Borászati vagyis pinczegazdászati káté. Uo. 1875. 11. fametszettel (Falusi Könyvtár 14.)

Szerkesztette a Magyar Tisztviselő című szaklapot 1875. július 13-tól december 26-ig és 1880. január 4-től április 15-ig (ezekben több cikke jelent meg).

## Álnevei
Honfi és Jámbor Géza.